# Kirdalu
Kirdalu is een plaats in de Estlandse gemeente Saku, provincie Harjumaa. De plaats heeft de status van dorp (Estisch: küla).

## Bevolking
Het dorp had 86 inwoners op 31 december 2011 en 92 inwoners op 31 december 2021.